# Microstylum apicale
Microstylum apicale là một loài ruồi trong họ Asilidae. Microstylum apicale được Wiedemann miêu tả năm 1821. Loài này phân bố ở miền Ấn Độ - Mã Lai.